# 夏山町
夏山町（なつやまちょう）は、愛知県岡崎市額田地区の町名である。

## 地理
岡崎市の中心からやや南東に位置し、額田地区の西部からほぼ中心に存在する。町内には夏山川、平針川が流れている。町内のほぼ全域は森林であり、水田や住宅地は少ない。その他、電力関連施設が立地している。なお町内には丁目、大字は存在しない。
町内は、大きく分けて鬼沢（おにざわ）、柿平（かきだいら）、寺野（てらの）、寺平（てらだいら）、平針（ひらばり）の5区域に分けられる。2022年3月に死去した芸術家の国島征二(1937～2022)が生前、町内にアトリエを構えていた。

### 河川
- 夏山川
- 平針川

### 字
| - 字イクゴ（いくご） - 字池田（いけだ） - 字石堂（いしどう） - 字イセギ（いせぎ） - 字壱丁尻（いっちょうじり） - 字井戸入（いどいり） - 字イナバ（いなば） - 字稲葉沢（いなばさわ） - 字イヤ田（いやだ） - 字入口（いりぐち） - 字梅木田（うめのきだ） - 字ウルシガイツ（うるしがいつ） - 字大内（おおうち） - 字大太郎（おおたろう） - 字大杤野（おおとちの） - 字海道（かいどう） - 字柿田（かきだ） - 字柿木田（かきのきだ） - 字ガクメキ（がくめき） - 字隠レ入（かくれいり） - 字カサカケ（かさかけ） - 字上赤羽根（かみあかばね） - 字上石原（かみいしはら） - 字上柿平（かみかきだいら） - 字上砂田（かみすなだ） - 字上栃原（かみとちはら） - 字上平瀬（かみひらせ） - 字上向田（かみむかいだ） - 字ガラン（がらん） | - 字川原（かわはら） - 字金蔵（きんぞう） - 字クゝリスゝキ（くくりすすき） - 字クラホ子（くらほね） - 字蔵前（くらまえ） - 字蔵屋敷（くらやしき） - 字クワシヤンナン（くわしゃんなん） - 字見行（けんぎょう） - 字コイダ（こいだ） - 字香木（こうぎ） - 字小深田（こふかだ） - 字小別当（こべっとう） - 字サヲトビ（さおとび） - 字ササガタハ（ささがたは） - 字三郎別当（さぶろうべっとう） - 字七古（しちこ） - 字シマダ（しまだ） - 字シミス（しみす） - 字下赤羽根（しもあかばね） - 字下石原（しもいしはら） - 字下柿平（しもかきだいら） - 字下砂田（しもすなだ） - 字シモツキテン（しもつきてん） - 字下栃原（しもとちはら） - 字下平瀬（しもひらせ） - 字下別当（しもべっとう） - 字下向田（しもむかいだ） - 字庄ノ平（しょうのだいら） - 字陳内（じんない） | - 字深林（しんばい） - 字蔵川（ぞうかわ） - 字惣礼（そうれい） - 字外田（そとだ） - 字ソラ（そら） - 字村神（そんじん） - 字ソンボウ（そんぼう） - 字大小（だいしょう） - 字高クイズ（たかくいず） - 字タキノウエ（たきのうえ） - 字竹ノ沢（たけのさわ） - 字峠田（とうげだ） - 字百々（どうどう） - 字栃ノ入（とちのいり） - 字殿カイト（とのかいと） - 字トノバタ（とのばた） - 字中王柿平（なかおうかきだいら） - 字中海道（なかかいどう） - 字中島（なかじま） - 字仲田（なかだ） - 字中栃原（なかとちはら） - 字西浦（にしうら） - 字西畑（にしばた） - 字入道谷下（にゅうどうやげ） - 字根尻（ねじり） - 字ハジカミ（はじかみ） - 字橋詰（はしづめ） - 字初石（はついし） - 字ハツクラ（はつくら） | - 字日面（ひおも） - 字日影（ひかげ） - 字東王柿平（ひがしおうかきだいら） - 字東栃ノ入（ひがしとちのいり） - 字東ノ入（ひがしのいり） - 字ヒノシキ（ひのしき） - 字百田（ひゃくだ） - 字平瀬（ひらせ） - 字別沢（べつさわ） - 字細田（ほそだ） - 字ホソミ（ほそみ） - 字前田（まえだ） - 字孫太夫（まごだゆう） - 字松葉（まつば） - 字松葉川（まつばがわ） - 字峯坂（みねさか） - 字ミノワ（みのわ） - 字ミヤサハ（みやさは） - 字ミヤマ（みやま） - 字宮本（みやもと） - 字宮本宝徳（みやもとほうとく） - 字椋ノ木（むくのき） - 字矢崎（やさき） - 字矢下（やした） - 字山下畑（やましたばた） - 字ヨキトギ（よきとぎ） - 字ヨシノモト（よしのもと） - 字六反田（ろくたんだ） - 字ワセダ（わせだ） - 字ヲロウノ（をろうの） |

## 世帯数と人口
2019年（令和元年）5月1日現在の世帯数と人口は以下の通りである。
| 町丁   | 世帯数  | 人口  |
| ------ | ------- | ----- |
| 夏山町 | 299世帯 | 694人 |

### 人口の変遷
国勢調査による人口の推移
| 2010年（平成22年） | 801人 | [ 6 ] |  |
| 2015年（平成27年） | 732人 | [ 7 ] |  |

## 小・中学校の学区
市立小・中学校に通う場合、学区は以下の通りとなる。
| 番・番地等 | 小学校             | 中学校             |
| ---------- | ------------------ | ------------------ |
| 全域       | 岡崎市立夏山小学校 | 岡崎市立額田中学校 |

## 歴史
夏山郷は1877年に柿平村が井ノ口村を編入し、1878年に柿平村、寺平村、平針村、鬼沢村、寺野村が合併し夏山村となる。
1889年10月1日に木下村、千万町村と合併し巴山村となる。

### 藩政村
各村の巴山村合併以後の沿革は栄枝村を参照
鬼沢村
1590年に岡崎城主田中吉政領になり、1601年に天領、1633年に赤松陣屋（赤松松平家）に移るが、1651年に再び赤松陣屋に戻る。1752年に再び天領に戻り、1772年12月28日に西大平藩領へ移り、明治に至った。1878年12月28日に柿平村、井ノ口村、寺平村、平針村、寺野村、と合併し夏山村となる。そして1889年10月1日に木下村、千万町村と合併し巴山村となる。
柿平村
1590年に岡崎城主田中吉政領になり、1601年に天領、1632年に刈谷藩領に編入され、1725年には再度天領に戻る。1732年に形原巨勢氏領に移り明治に至る。1877年に井ノ口村を編入し、1878年12月28日に鬼沢村、寺平村、平針村、寺野村、と合併し夏山村となる。そして1889年10月1日に木下村、千万町村と合併し巴山村となる。
井ノ口村
1590年に岡崎城主田中吉政領になり、1601年に天領、1632年に赤松陣屋領に編入され、1637年に再び天領、1651年には赤松陣屋領に戻る。1752年に天領に再度移り明治に至る。1877年に柿平村に編入され、1878年12月28日に柿平村、鬼沢村、寺平村、平針村、寺野村、と合併し夏山村となる。そして1889年10月1日に木下村、千万町村と合併し巴山村となる。
寺平村
1590年に岡崎城主田中吉政領になり、1601年に天領、1633年に赤松陣屋（赤松松平家）に移るが、1651年に約85石の内80石は赤松陣屋に残り、残りの5石は平針松平家に移り明治に至る。80石の方は1752年に再び天領に戻り明治に至った。1878年12月28日に柿平村、鬼沢村、平針村、寺野村、と合併し夏山村となる。そして1889年10月1日に木下村、千万町村と合併し巴山村となる。
平針村
1590年に岡崎城主田中吉政領になり、1601年に天領、1633年に赤松陣屋（赤松松平家）に移るが、平針松平家に移り明治に至る。1878年12月28日に柿平村、寺平村、鬼沢村、寺野村、と合併し夏山村となる。そして1889年10月1日に木下村、千万町村と合併し巴山村となる。
寺野村
1591年に岡崎城主田中吉政領になり、1601年に天領、1633年に岡崎藩領、1645年に再び天領に戻り1681年に鳥羽藩領となる。1725年に磐城平藩領に編入されて明治に至る。1878年12月28日に柿平村、寺平村、平針村、鬼沢村、と合併し夏山村となる。そして1889年10月1日に木下村、千万町村と合併し巴山村となる。
各村の知行
| 村       | 石高（約） | 天正18年    | 慶長6年 | 寛永9年 | 寛永10年    | 寛永14年 | 正保2年 | 慶安2年 | 慶安4年     | 承応2年     | 天和11年    | 享保10年    | 享保17年    | 宝暦2年     | 安永1年     | 享和3年     | 文久3年     |                |
| -------- | ---------- | ----------- | ------- | ------- | ----------- | -------- | ------- | ------- | ----------- | ----------- | ----------- | ----------- | ----------- | ----------- | ----------- | ----------- | ----------- | -------------- |
| 寺野村   | 70石       | 田中 吉政領 | 天領    | 天領    | 岡崎藩      | 岡崎藩   | 天領    | 天領    | 鳥羽藩      | 鳥羽藩      | 鳥羽藩      | 天領        | 天領        | 天領        | 天領        | 磐城平藩    | 磐城平藩    | 明 治 へ 至 る |
| 柿平村   | 280石      | 田中 吉政領 | 天領    | 刈谷藩  | 刈谷藩      | 刈谷藩   | 刈谷藩  | 天領    | 鳥羽藩      | 鳥羽藩      | 鳥羽藩      | 天領        | 形原 巨勢家 | 形原 巨勢家 | 形原 巨勢家 | 形原 巨勢家 | 形原 巨勢家 | 明 治 へ 至 る |
| 井ノ口村 | 210石      | 田中 吉政領 | 天領    | 天領    | 赤松 松平家 | 天領     | 天領    | 天領    | 赤松 松平家 | 赤松 松平家 | 赤松 松平家 | 赤松 松平家 | 赤松 松平家 | 天領        | 天領        | 天領        | 天領        | 明 治 へ 至 る |
| 鬼沢村   | 185石      | 田中 吉政領 | 天領    | 天領    | 赤松 松平家 | 天領     | 天領    | 天領    | 赤松 松平家 | 赤松 松平家 | 赤松 松平家 | 赤松 松平家 | 赤松 松平家 | 天領        | 西大平藩    | 西大平藩    | 西大平藩    | 明 治 へ 至 る |
| 寺平村   | 80石       | 田中 吉政領 | 天領    | 天領    | 赤松 松平家 | 天領     | 天領    | 天領    | 赤松 松平家 | 赤松 松平家 | 赤松 松平家 | 赤松 松平家 | 赤松 松平家 | 天領        | 天領        | 天領        | 天領        | 明 治 へ 至 る |
| 寺平村   | 5石        | 田中 吉政領 | 天領    | 天領    | 赤松 松平家 | 天領     | 天領    | 天領    | 赤松 松平家 | 平針 松平家 | 平針 松平家 | 平針 松平家 | 平針 松平家 | 平針 松平家 | 平針 松平家 | 平針 松平家 | 平針 松平家 | 明 治 へ 至 る |
| 平針村   | 240石      | 田中 吉政領 | 天領    | 天領    | 赤松 松平家 | 天領     | 天領    | 天領    | 赤松 松平家 | 平針 松平家 | 平針 松平家 | 平針 松平家 | 平針 松平家 | 平針 松平家 | 平針 松平家 | 平針 松平家 | 平針 松平家 | 明 治 へ 至 る |

### 山論
江戸時代、夏山郷は1686年と1804年の2回山論が起きている。1686年に鬼沢村と寺平村が争ったのが大宝山を巡る山論（大宝山山論）、夏山郷6村と柳田村が争ったのが大久手山を巡る山論（大久手山山論）である。

### 沿革
- 2006年（平成18年）1月1日 - 岡崎市へ編入し、同市夏山町となる[1]。

### 史跡
- 夏山城
- 夏山城山城
- 七人塚

## 交通

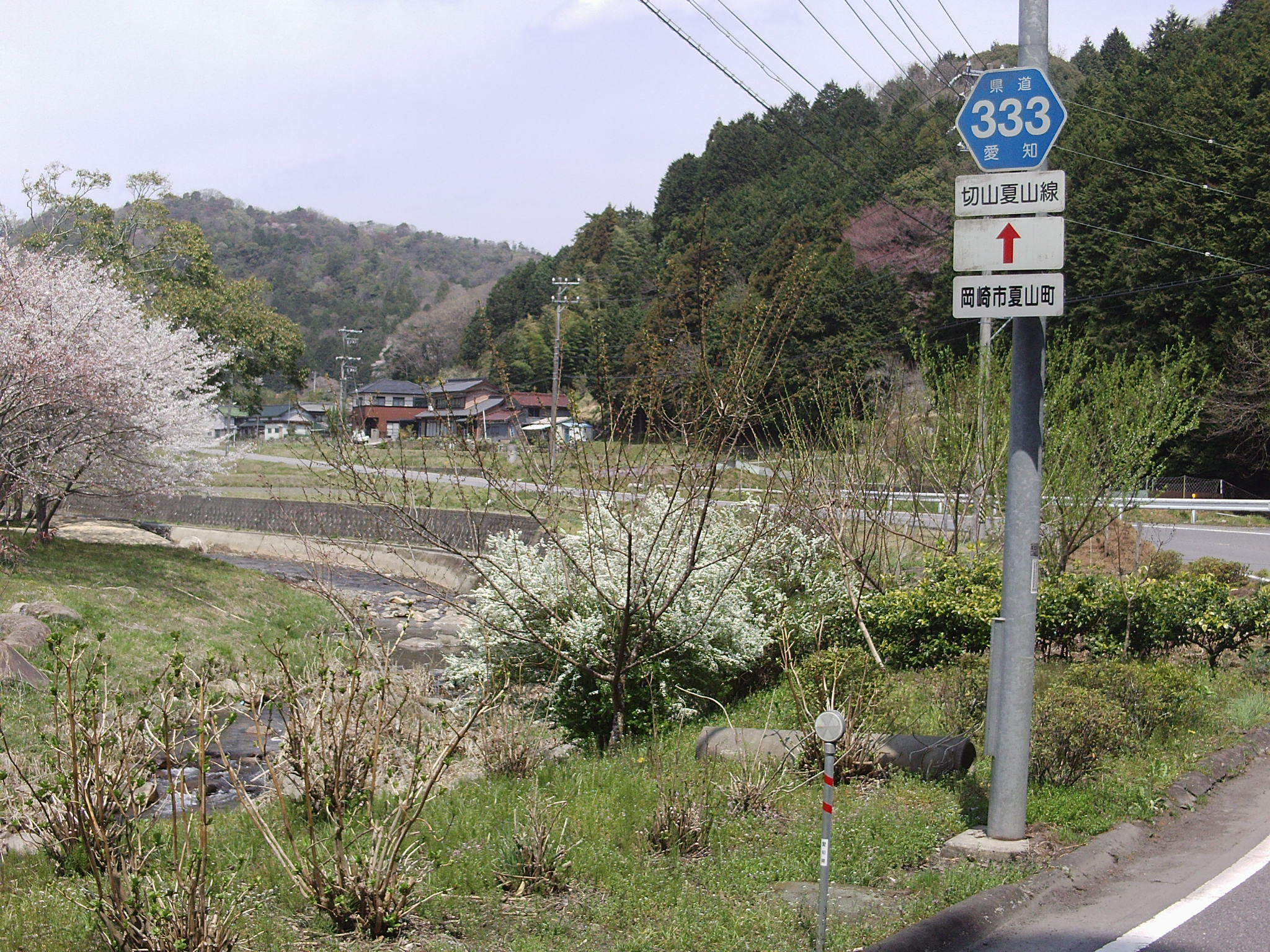
夏山川に沿うようにして通る夏山町のメインロード、愛知県道333号切山夏山線。

道路
- 国道473号
- 愛知県道333号切山夏山線

バス
- 岡崎市乗合タクシー
  - ほたるバス（豊富・夏山地区線）

## 施設
- 岡崎市立夏山小学校
- 夏山変電所
- 額田地域包括支援センター
- 牧泉寺
- 春溪山華蔵院
- 遊泉寺
- 松立寺
- 松樹寺[9]
- 鬼沢八幡社
- 夏山八幡宮
- 白山社
- 秋葉社
- 諏訪社
- 若宮八幡社

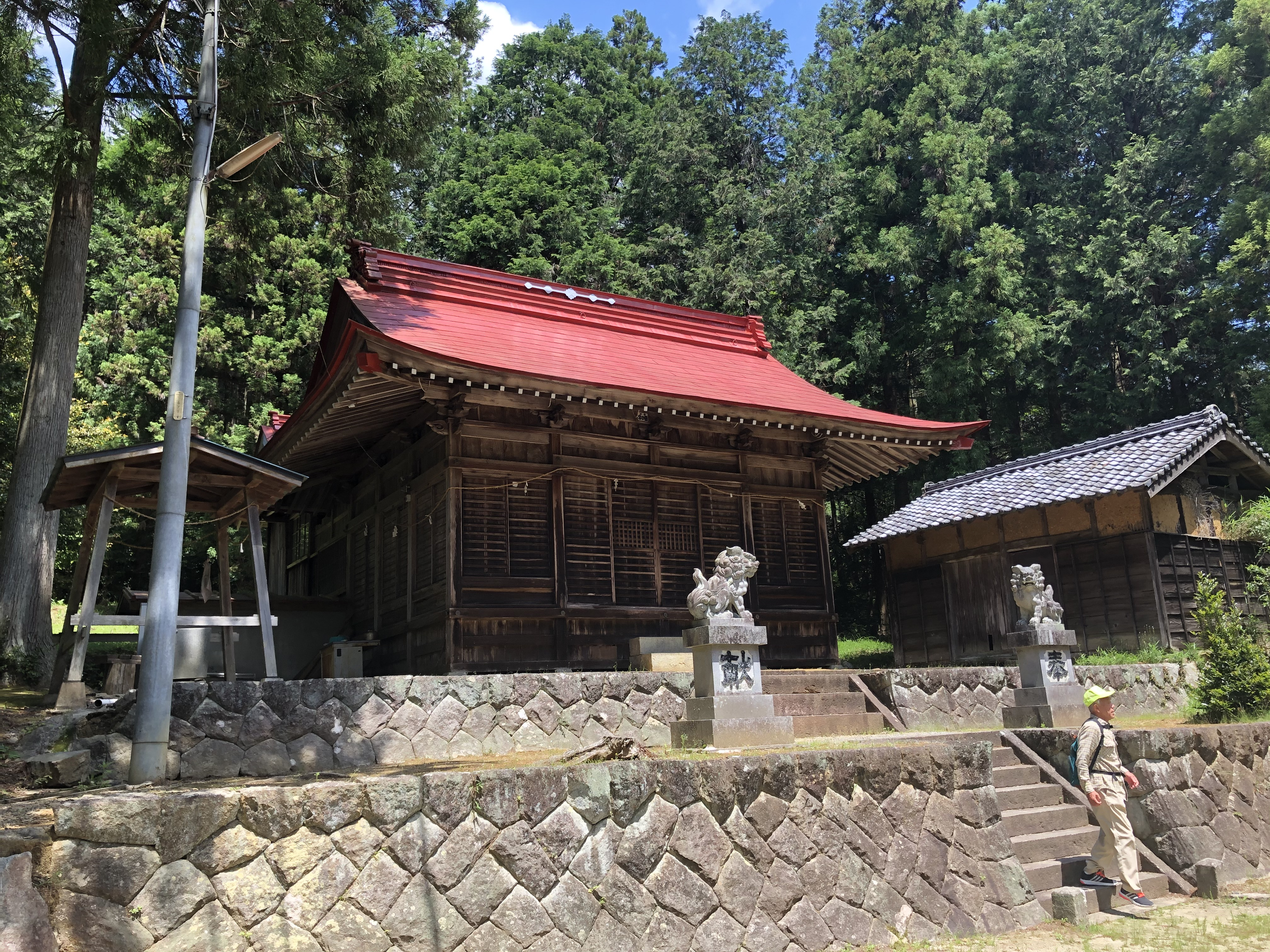
鬼沢八幡社

- 額田ゴルフ倶楽部 - 登記上の所在地は岡崎市南大須町だが、敷地が夏山町内に跨っている

## その他

### 日本郵便
- 郵便番号 : 444-3621[4]（集配局：額田郵便局[10]）。

## 参考資料
- 「角川日本地名大辞典」編纂委員会 編『角川日本地名大辞典 23 愛知県』角川書店、1989年3月8日。ISBN 4-04-001230-5。
- 有限会社平凡社地方資料センター 編『日本歴史地名体系第23巻 愛知県の地名』平凡社、1981年。ISBN 4-582-49023-9。
- 『額田町史』 額田町史編集委員会、1986年11月1日